# Paragus hermonensis
Paragus hermonensis är en tvåvingeart som beskrevs av Moises Kaplan 1981. Paragus hermonensis ingår i släktet stäppblomflugor, och familjen blomflugor.
Artens utbredningsområde är Israel. Inga underarter finns listade i Catalogue of Life.